# Sympetrum daliensis
Sympetrum daliensis – gatunek ważki z rodziny ważkowatych (Libellulidae).